# 法比安·巴特茲
法比安·阿兰·巴特兹（Fabien Alain Barthez，1971年6月28日—），出生於法國南部城市拉沃拉内，法國足球運動員，世界足壇最優秀的門將之一。擔任守門員，因常以光頭示人，有「光頭門神」之稱；但其後來的糟糕表現亦被戲稱「牛油手」。巴特兹曾代表法國國家足球隊，取得1998年世界盃及2000年歐洲國家盃冠軍，亦曾為曼聯贏得兩屆聯賽冠軍。

## 球會
巴夫斯出身於法甲球會圖盧茲。1991年9月21日他首次為球會參加甲組聯賽。1992年加盟馬賽，首季便為球會取得聯賽冠軍及歐聯冠軍，但由於牽涉入一宗醜聞，馬賽的聯賽冠軍被取消。球會其後因財政問題降落乙組。到了1995年，巴夫斯加盟摩納哥，效力期間協助過球會取得1997年及2000年聯賽冠軍。
2000年夏季他以780萬英鎊轉會費加盟曼聯，單在第一季已為曼聯取得2001年英超聯賽冠軍（而其原因為法國取得歐國盃冠軍）。這季巴夫斯在首二十五場聯賽僅失16球，全季三十八場只失26球，其中該季曼聯大勝聯賽勁敵阿仙奴6比1的一場，巴夫斯也有在陣。2003年他亦為曼聯成功贏得英超聯賽冠軍。
好景不常，隨著曼聯戰績因球員老化有所下滑，巴夫斯的表現亦因傷患困擾以及2002年世界杯的「牛油手」表現直接帶入球會表現漸失水準。自此之後，不少英超守門員都偶有甚至經常出現像他「牛油手」的表現，「牛油手」於是自他開始經常在英超甚至世界足球壇內用以嘲笑水準差勁的守門員。曼聯同意在2003-04球季後把巴夫斯外借到馬賽。不過由於國際足協規定要在轉會期才可進行外借，2004年1月1日後才正式完成。在2006世界杯決賽週舉行前一個月，巴夫斯與馬賽同意解約。
世界杯後巴夫斯本來欲與母會圖盧茲簽約，但最後未能成事。2006年10月5日，巴夫斯宣佈退役。在2006年12月16日，另一法甲球會南特因效力長達十年的正選門將蘭度離隊，為解決門將問題，與巴夫斯簽下半年合約，在冬歇期后生效；至半季後合約結束離隊。

## 國家隊
巴夫斯於1994年5月26日首次為法國國家隊出賽對澳洲，早年並沒有太多入選機會。真正令他揚名的是在1998年世界杯，當屆他為國家隊在主場取得世界盃冠軍。而巴夫斯在7場賽事中只失兩球，平了前英格蘭門將彼德施路頓的不失球紀錄，並贏得該屆世界杯雅辛奖。自此他亦備受矚目，不少球會都開始斟介這名守門員。巴夫斯在每場賽事開賽前都被其隊友後衛一吻其光頭希望得到好運，成為一時佳話，其後他們先後加盟曼聯。
2000年歐洲國家盃，巴夫斯再以正選身份協助球隊奪標。2002年世界盃及2004年歐洲國家盃，巴夫斯亦有出賽，但球隊分別在分組賽及8強出局。而其接球脫手甚至「屙蛋」的糟糕表現，更被不少球迷稱之為「牛油手」。2006年世界杯亦入選國家隊，在決賽互射十二碼中不敵意大利，屈居亞軍。而這屆巴夫斯亦宣佈退出國家隊。

## 賽車
巴夫斯在退休後開始參加賽車活動。加入了法國Sofrev ASP車隊，並打算參加2013年勒芒24小時耐力賽。

## 個人榮譽與集體榮譽
- 世界杯冠軍：1998
- 世界杯亞軍：2006
- 歐洲國家杯冠軍：2000
- 世界最佳門將：2000
- 法甲聯賽冠軍：1993、1997、2000
- 英超聯賽冠軍：2001、2003
- 歐洲聯賽冠軍杯：1993
- 世界盃最佳門將：1998
- 世界盃最佳陣容：1998